# برايان ويلسون
برايان ويلسون (بالإنجليزية: Brian Wilson)‏ (9 مايو 1983 مانشستر المملكة المتحدة - ) هو لاعب كرة قدم بريطاني يلعب كلاعب وسط.

## روابط خارجية
- برايان ويلسون على موقع قاعدة بيانات كرة القدم.إي يو (الإنجليزية)
- برايان ويلسون على موقع Soccerbase.com (لاعب) (الإنجليزية)